# Камбурн
Камбурн (англ. Cambourne) — посёлок в английском графстве Кембриджшир, административный центр района Саут-Кембриджшир. 
Основан в 1998 году в результате объединения трёх деревень: Great Cambourne, Lower Cambourne и Upper Cambourne. На 2011 год население посёлка составляло 8186 человек. Посёлок был запланирован на население 10 000 человек. На данный момент Камбурн — наибольшее поселение в южном Кембриджшире, и население продолжает быстро расти из-за строящихся домов и высокой рождаемости.